# Bach vom Leippersberg
Der Bach vom Leippersberg ist ein etwa halbkilometerlanger Hangklingenbach im Landkreis Schwäbisch Hall im nordöstlichen Baden-Württemberg, der gegenüber der Weidenmühle der Gemeinde Bühlertann von links und Westen in die mittlere Bühler mündet.

## Bezeichnung
Das Gewässer ist auf der amtlichen Gewässerkarte nicht und auf der topographischen Karte ohne Eigennamen eingezeichnet.

## Geographie

### Verlauf
Der Bach entspringt auf dem bis 448 m ü. NHN Leippersberg etwa 0,3 km östlich von dessen offener Höhenkuppe im Waldgewann Brunnenwiesen einer Sickerquelle auf etwa 418 m ü. NHN in einer dort beginnenden Klinge. Diese ist auf dem weiteren Weg allenfalls fünf Meter tief, hat teils steile lehmige Hänge und zieht ostwärts den Hangwald hinabzieht, rechtsseits recht nah begleitet von einem Schotter-Wirtschaftsweg, der annähernd über den Leippersberg-Gipfel führt. Der Quellabfluss speist kurz danach einen verlandenen Kleinteich und fließt durch ein Kunststoffrohr aus diesem wieder aus. Der weniger als einen halben Meter breite Bachlauf auf dem Klingengrund fällt jedoch oft trocken.
Weniger als 0,3 km nach dem Teichauslauf durchfließt der Bach einen weiteren verlandenden Kleinteich, der in einem aus einem Hutewald hervorgegangenen Eichenbestand liegt, welcher als Naturdenkmal ausgewiesen ist, und verlässt ihn über einen Mönch. Die zuvor enge und steile Talkerbe wird nun immer weiter und flacher. Kurz bevor Bach und Wirtschaftsweg den Hangfuß erreichen, hat der Bach sein Bett mit einer breiteren Schotterschüttung überlagert. Dann tritt er am Rande der im Bühlertal laufenden L 1072 Kottspiel–Bühlertann aus dem Wald aus und fließt auf der anderen Seite der Landesstraße die letzten weniger als hundert Meter unterhalb eines Böschungsstücks in einem schnurgeraden Graben zwischen eine Wiese und einem Acker bis zur Bühler, in die er auf etwa 373 m ü. NHN gegenüber und etwas unterhalb der zu Bühlertann gehörenden Weidenmühle von links einmündet.
Der Bach mündet nach etwa 0,6 km langem Lauf mit mittlerem Sohlgefälle von etwa 75 ‰ rund 45 Höhenmeter unterhalb seiner Sickerquelle. Er fällt oft trocken.

### Einzugsgebiet
Das etwa 0,2 km² große Einzugsgebiet des Baches gehört naturräumlich zum Unterraum Vellberger Bucht der Hohenloher und Haller Ebene. Sein höchster Punkt liegt ganz im Westen auf der 448 m ü. NHN hohen Kuppe des Leippersbergs, auf dessen Höhe Äcker liegen, während die Hänge darunter waldbestanden sind. Der Berg liegt größtenteils in einer nördlichen Gebietsexklave der Gemeinde Bühlerzell um den früheren Ort Leippersberg, der etwa hundert Meter westlich der Quelle stand und im 20. Jahrhundert wüst gefallen ist. Deshalb liegen auch etwa drei Viertel des Laufes auf Bühlerzeller Gebiet und nur das letzte Viertel auf dem von Bühlertann. Heute ist das Einzugsgebiet unbesiedelt.
Es grenzt reihum an die Einzugsgebiete des folgenden Nachbargewässer:
- Im Nordwesten zieht der Furtbach durch die Keimenklinge ebenfalls ostwärts und flussabwärts zur Bühler;
- im Nordosten schiebt sich vor dessen Einzugsgebiet eine kleine, meist wasserlose Talmulde vom Leippersberg herab, die weniger weit abwärts über einen unbetsändigen Auengraben in den Fluss entwässert;
- im Südosten zieht der Rohrwiesengraben durch die linke Bühlertalaue zu seiner Mündung, nunmehr wenig aufwärts dieses Baches;
- im Süden und Südwesten gibt es vor der noch weiter aufwärts in die Bühler mündenden Fischach allenfalls kurze Hanggerinne und Auenentwässerungsgräben zu dieser.

## Geologie
Der Teil des oberen Einzugsgebietes auf der Leippersberg-Kuppe ist von Schilfsandstein (Stuttgart-Formation) bedeckt, darunter entsteht der Bach im Gipskeuper (Grabfeld-Formation), in dessen Schichthöhe er bis zur Mündung verbleibt.
Außer diesen älteren mesozoischen Schichten gibt es auch viel jüngere quartäre Sedimente. In der unteren Talmulde liegt ein Schwemmlandband um den Bach. Am Übergang in die Bühleraue liegen linksseits pleistozäne Niederterrassensedimente. In die Bühlertalaue sind holozäne Lehme eingelagert.

### LUBW
Amtliche Online-Gewässerkarte mit passendem Ausschnitt und den hier benutzten Layern: Lauf und Einzugsgebiet des Bachs vom Leippersberg

Allgemeiner Einstieg ohne Voreinstellungen und Layer: Daten- und Kartendienst der Landesanstalt für Umwelt Baden-Württemberg (LUBW) (Hinweise)
1. 1 2 3  Höhe nach dem Höhenlinienbild auf dem Hintergrundlayer Topographische Karte.
2. ↑  Länge abgemessen auf dem Hintergrundlayer Topographische Karte.
3. ↑  Einzugsgebiet abgemessen auf dem Hintergrundlayer Topographische Karte.
4. ↑  Schutzgebiet nach dem einschlägigen Layer, Natur teilweise nach dem Layer Geschützte Biotope.

### Andere Belege
1. ↑  Wolf-Dieter Sick: Geographische Landesaufnahme: Die naturräumlichen Einheiten auf Blatt 162 Rothenburg o. d. Tauber. Bundesanstalt für Landeskunde, Bad Godesberg 1962. → Online-Karte (PDF; 4,7 MB)
2. ↑  Geologie nach den Layern zu Geologische Karte 1:50.000 auf: Mapserver des Landesamtes für Geologie, Rohstoffe und Bergbau (LGRB) (Hinweise). Ein ähnliches Bild bietet die unter → Literatur aufgeführte geologische Karte.